# Brokeback Mountain (opéra)
Brokeback Mountain est un opéra en deux actes et 22 scènes de Charles Wuorinen sur un livret d'Annie Proulx tiré de la nouvelle éponyme  et du film Le secret de Brokeback Mountain de Ang Lee,  qui a été créé le 28 janvier 2014 au Teatro Real.
La création est mise en scène par Ivo van Hove et est dirigée par Titus Engel avec le chœur et l'orchestre titulaires du Teatro Real (Chœur Intermezzo et Orchestre symphonique de Madrid) et avec la distribution suivante :
- Jack Twist : Tom Randle, ténor
- Ennis del Mar : Daniel Okulitch, baryton-basse
- Alma Beers (l'épouse d'Ennis) : Heather Buck, soprano
- Lureen (l'épouse de Jack) : Hannah Esther Minutillo, mezzo

Au départ c'était une commande de Gerard Mortier pour le New York City Opera, avant qu'il ne le quitte pour le Teatro Real de Madrid et n'y transfère cette production

« Il ne s'agit pas de parler d'un amour gay: il s'agit d'une relation, qui dans ce cas s'exprime à travers la passion entre deux hommes, dont le personnage central, Ennis, est incapable de s'accepter. […] Je ne voudrais pas que l'on perçoive cet opéra comme étant une œuvre idéologique ou militante en faveur d'un point de vue particulier mais si cela peut aider, tant mieux. […] Les choses ont changé avec une telle rapidité depuis que j'ai pour la première fois envisagé en 2005 [d'adapter "Brokeback Mountain"]. Voyez tout ce qui s'est passé: aux États-Unis, 17 États reconnaissent désormais le mariage entre personnes du même sexe. »

— Interview du compositeur par l'Agence France-Presse.

## Vidéographie
En 2015 parait chez Bel Air Classiques l'enregistrement en DVD et en Blu-ray de la création au Teatro Real de Madrid dans une mise en scène de Ivo van Hove et sous la direction musicale de Titus Engel.